# یاسر همرنگ
یاسر همرنگ (زاده ۱۹ اردیبهشت ۱۳۶۰ در رشت) داور ایرانی فوتبال است. وی در سال ۱۳۷۹ داوری را آغاز کرد و در رده‌های سنی فوتبال و لیگ‌های مختلف کشور قضاوت نمود و در سال ۱۳۹۴ برای نخستین بار، با قضاوت بازی راه‌آهن تهران پدیده مشهد در لیگ برتر فوتبال ایران وارد نخستین سطح فوتبال این کشور شد.

## تحصیلات
یاسر همرنگ، مدرک کارشناسی ارشد (فوق لیسانس) خود را از دانشگاه جنوب تهران در رشته تربیت‌بدنی دریافت کرده است.

## بازنشستگی
یاسر همرنگ در بیست‌وچهارم تیر ماه ۱۴۰۳ با انتشار پستی در شبکه اجتماعی اینستاگرام از دنیای داوری خداحافظی کرد و پس از چند روز در مراسم رونمایی از لباس داوران تهران، حین سخنرانی رئیس فدراسیون فوتبال سخنان وی را قطع کرد و انتقاداتی به وضعیت داوری داشت و صحبت‌های مهدی تاج کرد.
صحبت‌های وی در حمایت از حقوق ناچیز داوران در ایران:
«تعداد بازی‌های لیگ 240 بازی است و میانگین هر بازی 20 میلیون می‌شود چهار میلیارد و هشتصد، این رقم یک بازیکن درجه سوم هم نیست، چطور می‌گویید دید ما مثبت است؟ داوران اجازه مصاحبه ندارد، کمیته‌داورانی تشکیل دادید که 3 تای‌شان هم لیگ 2 را هم ندیدند، شما می‌گویید 2 تا چیز در این فوتبال مهم است، تیم ملی و داوران، برای تیم ملی چه لباسی تهیه می‌کنید و برای داوران چه لباسی؟ کجا می‌توانند اعتراض کنند؟ تا داوری مصاحبه می‌کند می‌گویید نباید حرف بزنند، داوران بین‌المللی نمی‌توانند حرف بزنند، مجموعه‌ای که اجازه صحبت کردن به داورانش نمی‌دهد چطور می‌خواهد دنبال صداقت بگردد؟ اگر داور صحبت نکند چه کسی می‌خواهد حرف بزند! اگر دوستان ناراحت نمی‌شوند ادامه بدهم، متأسفانه کسانی که زیر مجموعه شما هستند گزارش درستی به شما نمی‌دهند، شما آدم باهوشی هستید که متوجه شوید داوران ما فرسوده شدند، ما را آنقدر سرمان زدند و ساکتمان کردند در خانه هرکسی به ما تو می‌گوید به آنها می‌پریم، من 25 سال قضاوت کردم، از نونهالان تا لیگ برتر آمدم، یک نفر از من طلبکار نیست اما از همه طلبکار هستم که سالم زندگی کردم، بعد از 25 سال این وضع زندگی است، من معلم باید از مدیرم مرخصی بگیرم تا بتوانم قضاوت کنم، داور بانوان ما 6 بازی رفته و 4 میلیون و هشتصد برای او ریختند، بیژن حیدری بیشتری بازی را قضاوت کرده 100 میلیون تومان نگرفته، ناظر بازی یک میلیون و هشتصد دریافتی دارد، آیا این توهین به داوران نیست؟»